# Narwar
Narwar è una suddivisione dell'India, classificata come nagar panchayat, di 15.748 abitanti, situata nel distretto di Shivpuri, nello stato federato del Madhya Pradesh. In base al numero di abitanti la città rientra nella classe IV (da 10 000 a 19 999 persone).

## Geografia fisica
La città è situata a 25° 39' 59 N e 77° 55' 07 E.

## Società

### Evoluzione demografica
Al censimento del 2001 la popolazione di Narwar assommava a 15 748 persone, delle quali 8 399 maschi e 7 349 femmine. I bambini di età inferiore o uguale ai sei anni assommavano a 2 760, dei quali 1 488 maschi e 1 272 femmine. Infine, coloro che erano in grado di saper almeno leggere e scrivere erano 9 109, dei quali 5 770 maschi e 3 339 femmine.